# 133 Rezerwowa Kompania Saperów
133 Rezerwowa  Kompania Saperów (133 rez. ksap) – pododdział saperów Wojska Polskiego II RP.

## Historia kompanii
133. kompania saperów rezerwowych nie  występowała w organizacji pokojowej Wojska Polskiego była mobilizowana w alarmie z terminem gotowości w ciągu 40 godzin przez 3 Batalion Saperów Wileńskich.  Zgodnie z planem mobilizacyjnym kompania została przydzielona do Armii Łódź jako oddział poza dywizyjny.  Początkowo miała być wyładowana w Pabianicach, jednak rozkazem ówczesnego Inspektora Armii gen. dyw. Juliusza Rómmla, stację wyładowczą zmieniono przesuwając ją bardziej na zachód.